# Feliciano Béjar
Feliciano Béjar Ruiz (Jiquilpan de Juárez, Michoacán, México, 1920 - Cidade do México, 1 de Fevereiro de 2007) foi um escultor e pintor mexicano.

## Biografia
Béjar foi um autodidacta em várias disciplinas, tais como o desenho, a gravura, a pintura e a  escultura. Foi inovador em vários materiais plásticos e artesanais, creador dos "magiscopios", Bejar passou a infância na sua Jiquilpan natal como acólito e ajudando a sua família como empregado de uma mercearia.
Aos oito anos de idade sofreu uma poliomielite, pelo que se viu obrigado a usar muletas durante quase cinco anos. Durante esse tempo aprendeu diversas técnicas artesanais. Recuperar-se-ia da poliomielite aos 15 anos. Durante esta etapa conhece o valor da reciclagem como um acto criativo e restaurador, prática que o marcou na sua vida artística.
Durante a Guerra Cristera (1926-1929), que afectou várias regiões do México, descobriu as duas caras opostas do ser humano: a habilidade para criar vida através da arte, e a sua infinita capacidade de destruição, que arrasta tudo o que o rodeia. Declarou-se inimigo da destruição e enfrentou-a continuamente ao longo da sua vida.
Jiquilpan converteu-se, naqueles anos, num centro de artes, o que o levou a conhecer o muralista mexicano José Clemente Orozco, que plasmou as suas ideias em murais sobre a Mexicana, numa biblioteca do lugar.
Béjar foi um viajante incansável que desempenhou todo o tipo de actividades para sobreviver, desde vendedor de telas, faxineiro, lavador de pratos e ascensorista. Em Nova York, durante várias estadias no "Museu de Arte Metropolitano" converteu-se em pintor. é nesta cidade que o pintor inglês Arthur Ewasrt o estimula a observar e copiar a realidade do ponto de vista plástico. Béjar regressa ao México em 1947.
A sua primeira exposição individual realizou-a como pintor com 18 pinturas, na "Ward Eggleston Gallery", na rua 57 de Nova York. Em 1949 foi bolsista pela UNESCO em París,não obstante a sua formação autodidacta, aproveitando a estadia para percorrer a Europa em bicicleta. Regressou a París em 1956 para trabalhar como figurante no cinema e locutor, enquanto realizava as suas actividades artísticas. Durante esse período um novo elemento assomou com insistência na sua obra: as luzes à maneira de sóis. Por isso o seu biógrafo, Martin Foley, o baptizou como "El recolector de soles".
Foi no México que se envolveu na criação de instrumentos "povoados de luz". Os sóis escaparam das suas madeiras para converterem-se nos olhos das suas novas esculturas. Assim nasceram as obras baptizadas por Jorge Hernández Campos, como magiscopios: instrumentos de chapa reciclada com lentes encapsuladas.
A chegada destas criações ao "Palacio de Bellas Artes", em 1966, constituiu a abertura a toda uma generacão de escultores vanguardistas, e significou a ruptura com os  moldes tradicionais. Impôs uma nova forma de entender a arte, como um jogo, uma actividade lúdica em essência.
Em 1981, uma inundação destruiu a sua obra guardada em casa, e em 1993, por um "estado de tensão e loucura" foi internado, contra sua vontade, num hospital psiquiátrico.
O último recinto mexicano onde foi exibida a obra de Béjar foi a "Casa de la Primera Imprenta de América" da "Universidad Autónoma Metropolitana", exposição que encerrou no dia 19 de Janeiro de 2007.
Faleceu aos 86 de idade, no "hospital Médica Sur" da Cidade do México, vitimado por uma paragem cardíaca.